# Opius melanagromyzae
Opius melanagromyzae är en stekelart som beskrevs av Fischer 1966. Opius melanagromyzae ingår i släktet Opius och familjen bracksteklar. Inga underarter finns listade i Catalogue of Life.